# Esther Roth-Shachamorov

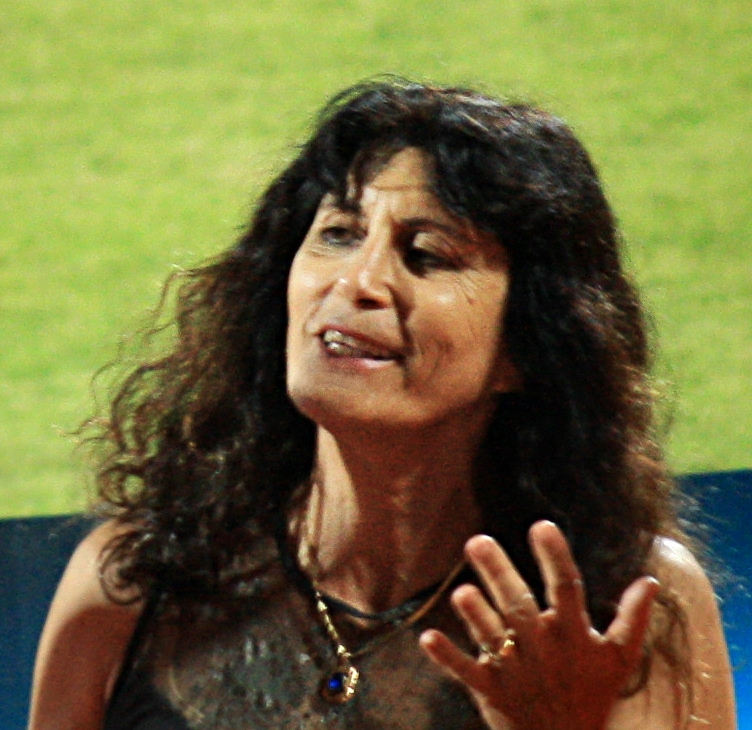
Esther Roth-Shachamorov 2013

Esther Roth-Shachamorov (hebräisch אסתר רוט-שחמורוב; * 16. April 1952 in Tel Aviv) ist eine ehemalige israelische Leichtathletin, die vor allem in den Disziplinen 100-Meter-Lauf, 200-Meter-Lauf und 100-Meter-Hürdenlauf erfolgreich war.

## Karriere

### Anfänge
Esther Shachamorovs Eltern waren 1940 von Moskau aus nach Palästina eingewandert; sie selbst wuchs in Tel Aviv auf und ging dort auch zur Schule. Im Alter von 14 Jahren wurde sie von ihrem langjährigen Förderer und Trainer Amitzur Schapira entdeckt, der für sie nach eigener Aussage zu einer vaterähnlichen Figur wurde.
Bei der Achten Makkabiade 1969 in Ramat Gan gewann sie die Wettbewerbe über 100, 200 Meter und im Weitsprung. Schon als 18-Jährige zählte sie zu den weltbesten Kurzstreckenläuferinnen. Für einen Tag hielt sie den Hallenweltrekord im 60-Meter-Hürdenlauf. Über die 100-Meter-Distanz siegte sie 1970 bei den Asienspielen in Bangkok, wo sie außerdem eine Goldmedaille im Fünfkampf und eine Silbermedaille im Weitsprung errang.

### München 1972
Obwohl sie zu diesem Zeitpunkt erst 20 Jahre alt war, wurden ihr vor den Olympischen Spielen in München von manchen Experten Außenseiterchancen auf Medaillen eingeräumt. Im Vorlauf stellte sie im 100-Meter-Lauf in 11,45 s einen neuen israelischen Rekord auf, der bis 2002 halten sollte. In der Vorschlussrunde verpasste sie sehr knapp als Fünfte ihres Laufes (zeitgleich mit der Viertplatzierten, der ehemaligen Weltrekordlerin Barbara Ferrell) den Einzug ins Finale. Zwei Tage darauf, am 4. September 1972, bestätigte sie ihre gute Form und erreichte im 100-Meter-Hürdenlauf in neuer persönlicher Bestzeit das Halbfinale. Am frühen Morgen des nächsten Tages drangen palästinensische Terroristen der Organisation Schwarzer September in das Quartier der israelischen Mannschaft ein und nahmen neun Geiseln, nachdem sie den Trainer Mosche Weinberg und den Gewichtheber Josef Romano getötet hatten. Esther Shachamorov wohnte 200 Meter vom Tatort entfernt in einem anderen Gebäude. Etwa 21 Stunden später erhielt sie die Nachricht, dass die Geiseln, unter ihnen ihr Trainer Amitzur Schapira, nach einem dilettantischen Befreiungsversuch auf dem Flugplatz Fürstenfeldbruck ermordet worden waren. Sie trat zum Hürdenlauf-Wettbewerb nicht mehr an und reiste zurück nach Israel. Aufgrund der Ereignisse in München wollte Esther Shachamorov ursprünglich ihre Karriere sofort beenden. Ihr späterer Ehemann und Trainer Peter Roth führte sie jedoch wieder an den Sport heran.
Bei der Neunten Makkabiade im Jahr 1973 siegte sie auf den Kurzstrecken und im Weitsprung. Erst nach den Wettbewerben erfuhr sie, dass sie im dritten Monat schwanger war. Goldmedaillen in allen Sprintdisziplinen gewann sie auch bei den Asienspielen ein Jahr darauf in Teheran.

### Montreal 1976
Einen weiteren Karrierehöhepunkt stellten die Olympischen Spiele 1976 in Montreal dar. Nachdem sie sich im Halbfinale des 100-Meter-Hürdenlaufes als Vierte gegenüber der zeitgleichen Polin Bożena Nowakowska (13,04 s) im Fotofinish durchgesetzt hatte, stand Esther Roth als erste Sportlerin aus Israel in einem olympischen Finale. Dort bestätigte sie ihre Zeit aus dem Halbfinallauf und wurde Sechste. Sie war damit die schnellste Hürdenläuferin außerhalb Osteuropas. Bis in die späten 1990er Jahre hinein galt diese Platzierung als bemerkenswerteste Leistung im israelischen Sport überhaupt.
Zwei Monate nach den Olympischen Spielen verbesserte sie beim ISTAF in Berlin ihre persönliche Bestzeit in der Hürdendisziplin auf 12,93 s, eine Rekordmarke, die seither in Israel nicht erreicht wurde. Es handelte sich hierbei um ihren ersten Wettkampf in der Bundesrepublik Deutschland nach dem Massaker von München. Ein Jahr darauf nahm sie auch am 1. Leichtathletik-Weltcup in Düsseldorf teil. Bei den Asienspielen 1978 in Bangkok durfte sie nicht antreten, da Israel auf Druck arabischer Staaten und der Volksrepublik China aus der Asian Games Federation ausgeschlossen worden war.

### Ende der Karriere
Im Alter von nur 27 Jahren erklärte Esther Roth 1979 ihren Rücktritt vom aktiven Sport; ein Comeback 1980 blieb von kurzer Dauer. Nachdem sie es jahrzehntelang für einen Fehler gehalten hatte, dass die Olympischen Spiele in München nach dem Anschlag auf die israelische Mannschaft fortgesetzt worden waren, bewog sie das Bombenattentat während der Olympischen Spiele 1996 in Atlanta zu einer Neubewertung der Situation. Der Zeitung Jerusalem Post sagte sie 1997: „Wenn Sportveranstaltungen von nationaler oder internationaler Bedeutung von Terroranschlägen oder anderen Zwischenfällen betroffen sind, gibt es keine andere Wahl, als die Veranstaltung fortzusetzen [...] Vom Unerwarteten werden wir uns ohnehin nie ganz schützen können.“
Esther Roth wurde von der Zeitung Maariw dreimal zu Israels Sportlerin des Jahres gekürt. 1999 erhielt sie für ihre Lebensleistung den Israel-Preis. Sie arbeitet heute als Sportlehrerin an einer Schule in Kfar Saba. Die Mutter zweier Kinder lebt mit ihrem Mann in Herzlia.

## Bestleistungen
- 50-Meter-Lauf: 6,4 s
- 60-Meter-Lauf (Halle): 7,1 s
- 100-Meter-Lauf: 11,45 s
- 200-Meter-Lauf: 23,57 s
- 100-Meter-Hürdenlauf: 12,93 s
- Fünfkampf: 6233 Punkte
- Weitsprung: 6,14 m

## Erfolge

### Makkabiaden
- 100-Meter-Lauf
  - 1969: Gold
  - 1973: Gold
- 200-Meter-Lauf
  - 1969: Gold
  - 1973: Gold
  - 1977: Gold
- 100-Meter-Hürdenlauf
  - 1977: Gold
- Weitsprung
  - 1969: Gold
  - 1973: Gold
- 4-mal-100-Meter-Staffel
  - 1977: Gold

### Asienspiele
- 100-Meter-Lauf
  - 1974: Gold
- 200-Meter-Lauf
  - 1974: Gold
- 100-Meter-Hürdenlauf
  - 1970: Gold
  - 1974: Gold
- Weitsprung
  - 1970: Silber
- Fünfkampf
  - 1970: Gold

### Olympische Spiele
- 100-Meter-Lauf
  - 1972: im Halbfinale ausgeschieden
- 100-Meter-Hürdenlauf
  - 1972: qualifiziert für das Halbfinale
  - 1976: Sechste